# 婦人世界
『婦人世界』（ふじんせかい）は、1906年（明治39年）1月3日に実業之日本社から創刊された雑誌。『実業之日本』『日本少年』『幼年の友』『少女の友』と共に、当時の「実業之日本社の五大雑誌」と呼ばれた。創刊した年に村井弦斎を編集顧問に迎えていた。
1933年（昭和8年）5月に一旦終刊となったといわれる。戦後に別の出版社から一時期復刊された。

## 委託販売
書籍においては前年の1908年に大學館で導入されていたが、1909年（明治42年）の『婦人世界』新年号から、出版界初となる雑誌における返品制（委託販売）を「採用」したという。ただ、「実施」されていたかは不明という意見もある。

## 発行所の変遷
- 実業之日本社→婦人世界社
- ロマンス社→ロマンス出版社[9]